# Николаевка (Москаленский район)
Никола́евка — деревня в Москаленском районе Омской области России, в составе Звездинского сельского поселения.
Население — 81 (2010)

## География
Деревня расположена в лесостепи в пределах Ишимской равнины, относящейся к Западно-Сибирской равнине, на берегу Николаевского озера. В окрестностях — редкие осиново-берёзовые колки. Распространены чернозёмы остаточно-карбонатные и солончаки луговые (гидроморфные). Высота центра населённого пункта — 111 метров над уровнем моря.
По автомобильным дорогам расстояние до административного центра сельского поселения села Звездино — 10 км, до районного центра посёлка Москаленки — 32 км, до областного центра города Омск — 120 км, до ближайшего города Исилькуль — 38 км. В 4 км к югу от деревни проходит федеральная автодорога «Иртыш» Р254
Часовой пояс
Николаевка, как и вся Омская область, находится в часовой зоне МСК+3. Смещение применяемого времени относительно UTC составляет +6:00.. Истинный полдень — 09:57:03 по местному времени

## История
Основана в 1752 году как Николаевская крепость Новой, или Горькой укреплённой линии. В 1761 году Николаевская крепость была перенесена на новое, более благоприятное место. Вокруг крепости постепенно выросла станица. Жители занимались хлебопашеством, огородничеством. Развито было разведение породистых овец, крупного рогатого скота украинской, калмыцкой и симментальской породы. В Николаевской располагался штаб 5-го полка Сибирского линейного казачьего войска.
В 1835 году была построена церковь во имя рождества Христова. С 1849 года в станице проводились две ежегодные ярмарки. В середине XIX века в станице имелось 5 постоянных лавок, две кузницы, 17 мукомольных мельниц, два салотопенных и один кирпичный заводы. В конце XIX века действовали две школы — мужская и женская. В 1912 году открыто городское училище, имелся фельдшерский пункт

## Население
| 1914 | 1926  | 2010 |
| ---- | ----- | ---- |
| 2834 | ↘1758 | ↘81  |

Гендерный состав
По данным Всероссийской переписи населения 2010 года в гендерной структуре населения из 81 человек мужчин — 39, женщин — 42	(48,1 и 51,9 % соответственно)
Национальный состав
Согласно результатам переписи 2002 года, в национальной структуре населения русские составляли 81 % от общей численности населения в 271 чел..